# Baticaloa

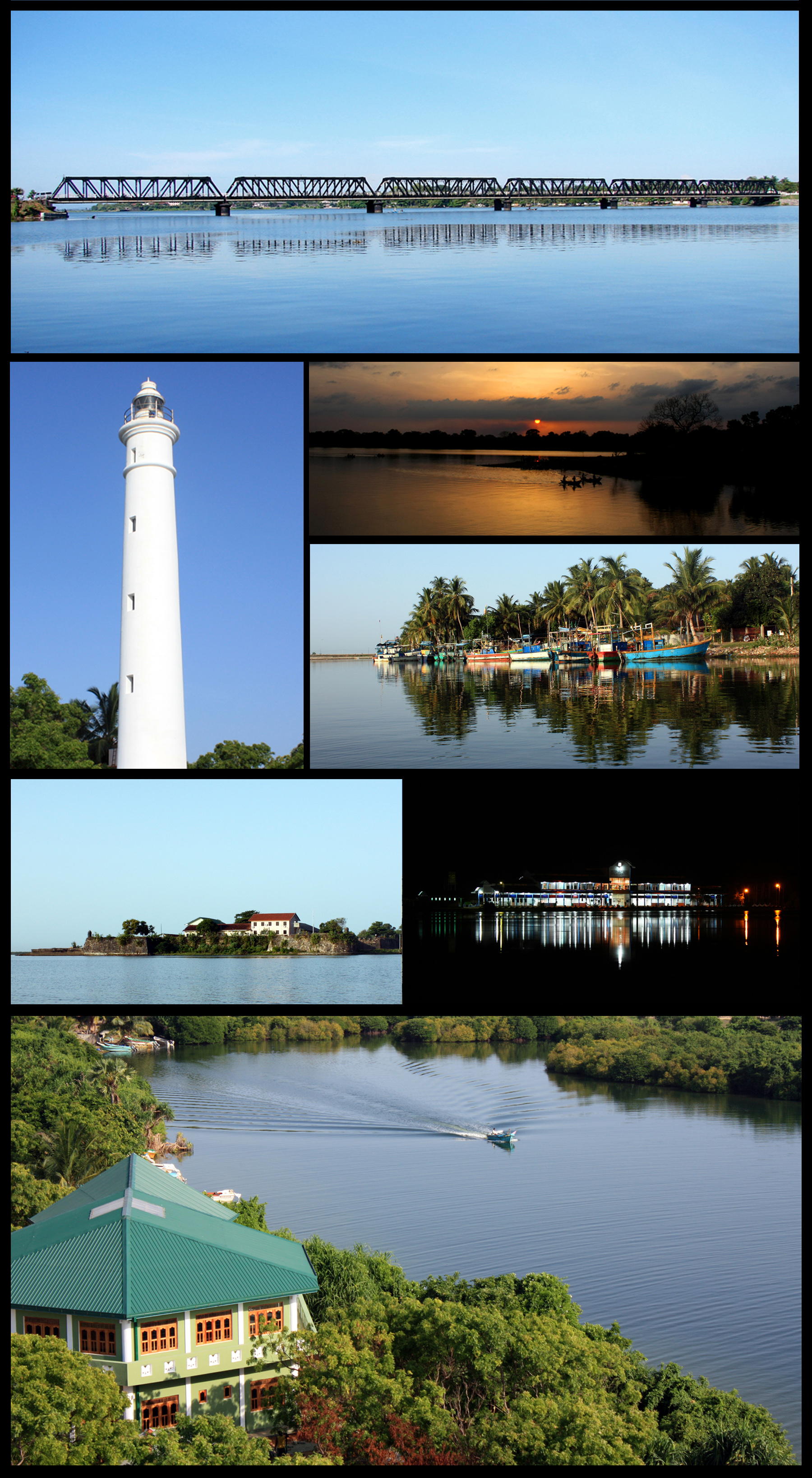
Imagens de Baticaloa

Baticaloa (em inglês: Batticaloa; em tâmil:  மட்டக்களப்பு, Maṭṭakkaḷappu; em cingalês:  මඩකලපුව, Madakalapuwa) é uma importante cidade na Província Oriental, no Seri Lanca, e a sua antiga capital. É a capital administrativa do distrito homônimo. É a sede da Universidade Oriental do Seri Lanca e importante centro comercial. Situa-se na costa oriental do país, 111 quilômetros a sul de Triquinimale, e fica numa ilha. Pasikudah, um popular destino turístico, fica a 35 quilômetros a noroeste, dispondo de praias e lagoas de água tépida ao longo de todo o ano.
Em 2011 tinha 92 332 habitantes.